# Arándiga (kommunhuvudort)
Arándiga är en kommunhuvudort i Spanien.   Den ligger i provinsen Provincia de Zaragoza och regionen Aragonien, i den nordöstra delen av landet, 220 km nordost om huvudstaden Madrid. Arándiga ligger 443 meter över havet och antalet invånare är 481.
Terrängen runt Arándiga är huvudsakligen kuperad, men den allra närmaste omgivningen är platt. Arándiga ligger nere i en dal.Runt Arándiga är det ganska glesbefolkat, med 47 invånare per kvadratkilometer. Närmaste större samhälle är Ricla, 8,0 km öster om Arándiga. Omgivningarna runt Arándiga är i huvudsak ett öppet busklandskap.